# Philippe Casado
Philippe Casado (Oujda, 1 februari 1964 - Saint-Estève, 21 januari 1995) was een Frans wielrenner.

## Belangrijkste overwinningen
1987
- 2e etappe Ster van Bessèges

1988
- 1e etappe Milk Race

1991
- 1e etappe Ronde van Italië

## Resultaten in voornaamste wedstrijden
| Jaar | Ronde van Italië | Ronde van Frankrijk | Ronde van Spanje |
| ---- | ---------------- | ------------------- | ---------------- |
| 1987 |                  |                     |                  |
| 1988 |                  | 129e                |                  |
| 1989 |                  | 93e                 |                  |
| 1990 | 67e              |                     |                  |
| 1991 | 76e (1)          | 87e                 |                  |
| 1992 | 33e              |                     |                  |
| 1993 | 81e              | 123e                |                  |
| 1994 |                  |                     | 119e             |

| Jaar | Milaan-San Remo | Gent-Wevelgem | Ronde van Vlaanderen | Parijs-Roubaix | Amstel Gold Race |
| ---- | --------------- | ------------- | -------------------- | -------------- | ---------------- |
| 1987 | 64e             |               |                      |                |                  |
| 1988 |                 | 64e           |                      |                |                  |
| 1989 |                 |               |                      |                |                  |
| 1990 |                 | 101e          | 70e                  | 33e            |                  |
| 1991 |                 | 23e           |                      | 31e            |                  |
| 1992 | 34e             | 70e           | 59e                  |                | 37e              |
| 1993 | 104e            |               |                      |                | 28e              |
| 1994 |                 | 105e          |                      |                |                  |